# Домнешть (Ілфов)
Домнешть, Домнешті (рум. Domnești) — село у повіті Ілфов в Румунії. Входить до складу комуни Домнешть.
Село розташоване на відстані 14 км на захід від Бухареста, 141 км на південь від Брашова.

## Населення
За даними перепису населення 2002 року у селі проживали 5774 особи.
Національний склад населення села:
| Національність | Кількість осіб | Відсоток |
| -------------- | -------------- | -------- |
| румуни         | 5704           | 98,8%    |
| цигани         | 65             | 1,1%     |

Рідною мовою назвали:
| Мова      | Кількість осіб | Відсоток |
| --------- | -------------- | -------- |
| румунська | 5729           | 99,2%    |
| циганська | 42             | 0,7%     |